# Ілля Мечников (монета)
«Ілля́ Ме́чников» — ювілейна монета номіналом 2 гривні, випущена Національним банком України. Присвячена 160-річчю від дня народження Іллі Ілліча Мечникова (1845—1916 рр.) — видатного вченого зі світовим ім'ям, лауреата Нобелівської премії (1908). І. І. Мечников — один з основоположників еволюційної ембріології, імунології та мікробіології, який відкрив явище фагоцитозу, розробив фагоцитарну теорію імунітету (1883). Ідеї вченого і нині сприяють розвиткові різних галузей біології та медицини.
Монету введено в обіг 29 грудня 2005 року. Вона належить до серії «Видатні особистості України».

## Опис та характеристики монети
| Номінал грн. | Метал      | Маса, грам | Діаметр, мм. | Якість виготовлення       | Гурт     | Тираж, штук |
| ------------ | ---------- | ---------- | ------------ | ------------------------- | -------- | ----------- |
| 2            | нейзильбер | 12,8       | 31           | спеціальний анциркулейтед | рифлений | 20 000      |

### Аверс
На аверсі монети праворуч зображено клітину під мікроскопом — стилізований процес фагоцитозу, ліворуч — рік карбування монети «2005» і малий Державний Герб України. По колу монети розміщено написи: «НАЦІОНАЛЬНИЙ БАНК УКРАЇНИ» (ліворуч), логотип Монетного двору Національного банку України та «ДВІ ГРИВНІ» (унизу).

### Реверс
На реверсі монети зображено портрет Іллі Мечникова (зміщений вправо) та праворуч — роки життя «1845/1916», ліворуч — напис півколом «ІЛЛЯ МЕЧНИКОВ».

## Автори

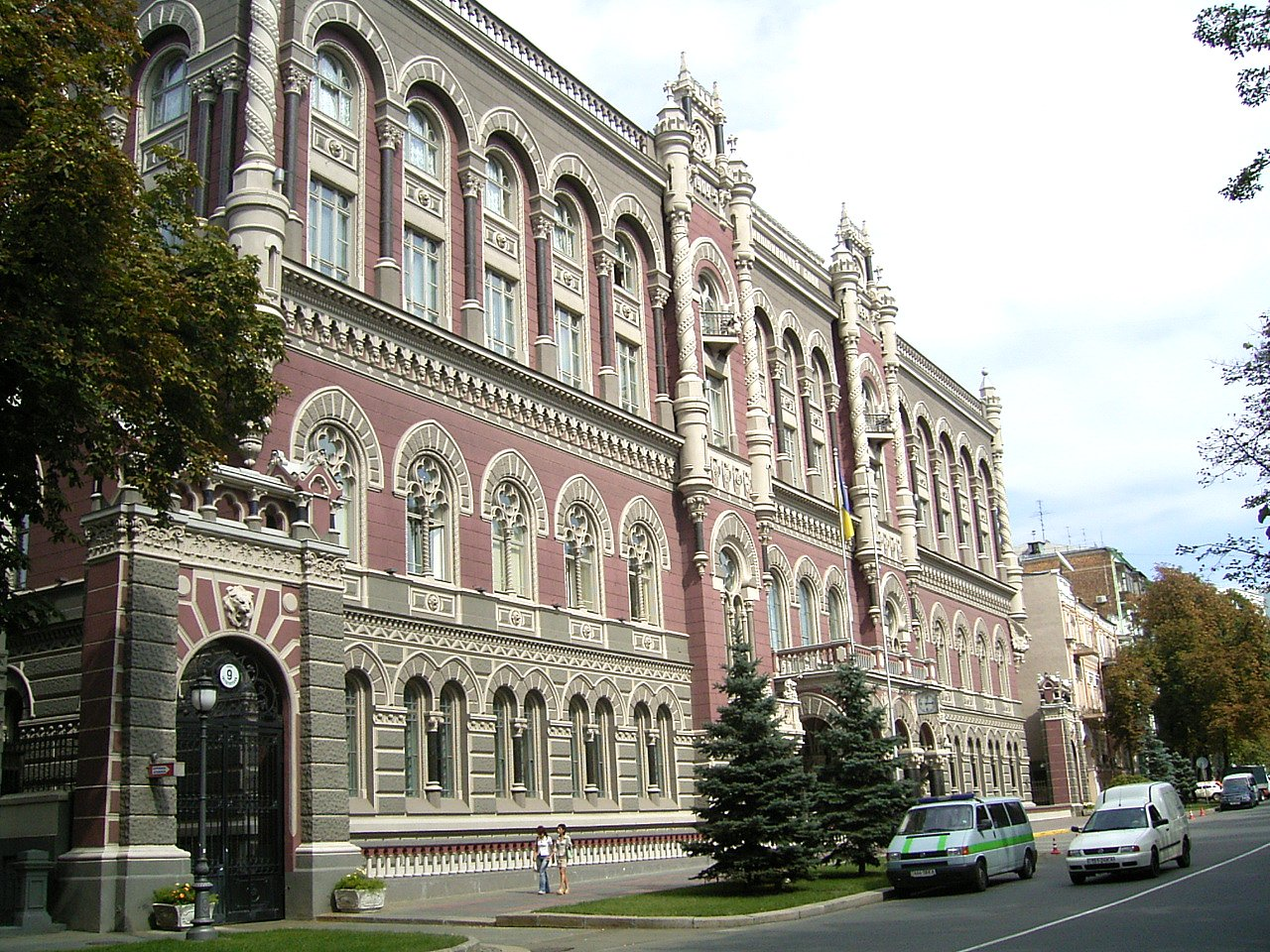
Будівля Національного банку України

- Художники: Таран Володимир, Харук Олександр, Харук Сергій.
- Скульптори: Чайковський Роман, Дем'яненко Володимир.

## Вартість монети
Ціна монети — 15 гривень, була зазначена на сайті Національного банку України 2011 року.
Фактична приблизна вартість монети з роками змінювалася так:
| Рік        | 2010 | 2011 | 2012 | 2013 | 2014 | 2015 | 2016 | 2017 | 2018 | 2019 | 2020 | 2021 | 2022 | 2023 | 2024 | 2025 |
| ---------- | ---- | ---- | ---- | ---- | ---- | ---- | ---- | ---- | ---- | ---- | ---- | ---- | ---- | ---- | ---- | ---- |
| Ціна, грн. | 70   | 75   | 75   | 100  | 130  | 270  | 280  | 320  | 340  | 340  | 350  | 380  | 380  | 610  | 820  | 850  |